# Botiz
Botiz es una comuna ubicada en el distrito de Satu Mare, Rumania.

## Superficie
Posee una superficie de 36,34 kilómetros cuadrados.

## Demografía
Hasta 2021 la población era de 3604 habitantes, con una densidad de población de 99,17 habitantes por kilómetro cuadrado.